# Liste der UCI Continental Teams 2024
Die Liste enthält die bei der UCI  registrierten UCI Continental Teams in der Saison 2024.
Stand: 10. März 2024

## Afrika
| Team-Name              | Land     | UCI-Code |
| ---------------------- | -------- | -------- |
| Madar Pro Cycling Team | Algerien | MPT      |
| Suez Canal Discovery   | Ägypten  | SCD      |
| Sidi Ali-Unlock Team   | Marokko  | SUT      |
| Java-Inovotec Pro Team | Ruanda   | JIT      |
| May Stars              | Ruanda   | MSR      |

## Amerika
| Team-Name                                   | Land               | UCI-Code |
| ------------------------------------------- | ------------------ | -------- |
| Sindicato de Empleados Públicos de San Juan | Argentinien        | SEP      |
| Swift Carbon Pro Cycling Brasil             | Brasilien          | SCP      |
| Plus Performance-Solutos                    | Chile              | PPS      |
| Stamina Racing                              | Chile              | STA      |
| Movistar-Best PC                            | Ecuador            | MBP      |
| Team Banco Guayaquil Ecuador                | Ecuador            | TBG      |
| Toronto Hustle                              | Kanada             | TOR      |
| Team Ecoflo Chronos                         | Kanada             | TEC      |
| Xspeed United Continental                   | Kanada             | XSU      |
| Colombia Potencia de la Vida-Strongman      | Kolumbien          | CPM      |
| GW Erco Shimano                             | Kolumbien          | GES      |
| Nu Colombia                                 | Kolumbien          | TNC      |
| Orgullo Paisa                               | Kolumbien          | EOP      |
| Team Medellín                               | Kolumbien          | MED      |
| Team Sistecrédito                           | Kolumbien          | ESC      |
| Canel's-Java                                | Mexiko             | CAJ      |
| Petrolike                                   | Mexiko             | PTL      |
| Panamá es Cultura y Valores                 | Panama             | PCV      |
| Hagens Berman Jayco                         | Vereinigte Staaten | HBA      |
| L39Ion Of Los Angeles                       | Vereinigte Staaten | LLA      |
| Lidl-Trek Future Racing                     | Vereinigte Staaten | LTF      |
| Project Echelon Racing                      | Vereinigte Staaten | PEC      |
| Team Novo Nordisk Development               | Vereinigte Staaten | TND      |
| Team Skyline                                | Vereinigte Staaten | TSL      |

## Asien
| Team-Name                                         | Land                         | UCI-Code |
| ------------------------------------------------- | ---------------------------- | -------- |
| Bodywrap Men’s Cycling Team                       | Volksrepublik China          | BDR      |
| Chengdu Cycling Team                              | Volksrepublik China          | SJQ      |
| China Glory-Mentech Continental Cycling Team      | Volksrepublik China          | CGC      |
| Giant Cycling Team                                | Volksrepublik China          | MSS      |
| Hebei Continental Team                            | Volksrepublik China          | HEB      |
| Hengxiang Cycling Team                            | Volksrepublik China          | HEN      |
| Huansheng-Scom-Taishan Sport Cycling Team         | Volksrepublik China          | HST      |
| Li Ning Star                                      | Volksrepublik China          | LNS      |
| LTwoo Men’s Cycling Team                          | Volksrepublik China          | LTW      |
| Pardus Cycling Team                               | Volksrepublik China          | PDS      |
| Pingtan International Tourism Island Cycling Team | Volksrepublik China          | PIT      |
| Shenzhen Xidesheng Cycling Team                   | Volksrepublik China          | XDS      |
| The Hurricane & Thunder Cycling Team              | Volksrepublik China          | THT      |
| Tianyoude Hotel Cycling Team                      | Volksrepublik China          | TYD      |
| Kelapa Gading Bikers                              | Indonesien                   | KGB      |
| Nusantara Cycling Team                            | Indonesien                   | NCT      |
| Aisan Racing Team                                 | Japan                        | AIS      |
| JCL Team Ukyo                                     | Japan                        | JCL      |
| Kinan Racing Team                                 | Japan                        | KIN      |
| Levante Fuji Shizuoka                             | Japan                        | LVF      |
| Matrix Powertag                                   | Japan                        | MTR      |
| Shimano Racing                                    | Japan                        | SMN      |
| Sparkle Oita Racing Team                          | Japan                        | SPA      |
| Team Bridgestone Cycling                          | Japan                        | BGT      |
| Utsunomiya Blitzen                                | Japan                        | BLZ      |
| VC Fukuoka                                        | Japan                        | VCF      |
| Velolien Matsuyama                                | Japan                        | VLM      |
| Victoire Hiroshima                                | Japan                        | VCH      |
| Almaty Astana Motors                              | Kasachstan                   | AAM      |
| Astana Qazaqstan Development Team                 | Kasachstan                   | AQD      |
| Vino SKO Team                                     | Kasachstan                   | VSM      |
| Malaysia Pro Cycling                              | Malaysia                     | MPC      |
| Terengganu Cycling Team                           | Malaysia                     | TSG      |
| Ferei Quick-Panda Podium Mongolia Team            | Mongolei                     | PPT      |
| 7 Eleven Cliqq Roadbike Philippines               | Philippinen                  | 7RP      |
| Go for Gold Philippines                           | Philippinen                  | G4G      |
| Victoria Sports Pro Cycling Team                  | Philippinen                  | VSC      |
| Gapyeong Cycling Team                             | Südkorea                     | GPC      |
| Geumsan Insam Cello                               | Südkorea                     | GIC      |
| Korail Cycling Team                               | Südkorea                     | KCT      |
| KSPO Professional                                 | Südkorea                     | KSP      |
| LX Cycling Team                                   | Südkorea                     | LXC      |
| Seoul Cycling Team                                | Südkorea                     | SCT      |
| Uijeongbu Cycling Team                            | Südkorea                     | UCT      |
| Grant Thornton Cycling Team                       | Thailand                     | GTC      |
| Roojai Online Insurance                           | Thailand                     | ROI      |
| Thailand Continental Cycling Team                 | Thailand                     | TCC      |
| Tashkent City Professional Cycling Team           | Usbekistan                   | TCM      |
| UAE Team Emirates Gen Z                           | Vereinigte Arabische Emirate | UAZ      |

## Europa
| Team-Name                                   | Land                   | UCI-Code |
| ------------------------------------------- | ---------------------- | -------- |
| Alpecin-Deceuninck Development Team         | Belgien                | ADD      |
| Bingoal WB Devo Team                        | Belgien                | BWD      |
| Wanty-Re Uz-Technord                        | Belgien                | WRT      |
| Lotto Dstny Development Team                | Belgien                | LDD      |
| Soudal Quick-Step Devo Team                 | Belgien                | SQD      |
| Philippe Wagner/Bazin                       | Belgien                | PWB      |
| Tarteletto-Isorex                           | Belgien                | TIS      |
| BHS-PL Beton Bornholm                       | Dänemark               | BPC      |
| Airtox-Carl Ras                             | Dänemark               | GSH      |
| Team ColoQuick                              | Dänemark               | TCQ      |
| Bike Aid                                    | Deutschland            | BAI      |
| Maloja Pushbikers                           | Deutschland            | PBS      |
| Myvelo Pro Cycling Team                     | Deutschland            | MCT      |
| P&S Metalltechnik Benotti                   | Deutschland            | PUS      |
| rad-net Oßwald                              | Deutschland            | RNR      |
| Santic-Wibatech                             | Deutschland            | SWT      |
| Rembe Pro Cycling Team Sauerland            | Deutschland            | SVL      |
| Team Lotto Kern-Haus PSD Bank               | Deutschland            | LKH      |
| Team Storck-Metropol Cycling                | Deutschland            | TSM      |
| Voltas-Tartu 2024 by CCN                    | Estland                | CCN      |
| CIC U Nantes Atlantique                     | Frankreich             | UCN      |
| Van Rysel-Roubaix                           | Frankreich             | VRR      |
| Equipe continentale Groupama-FDJ            | Frankreich             | CGF      |
| Nice Métropole Côte d’Azur                  | Frankreich             | NMC      |
| St. Michel-Mavic-Auber 93                   | Frankreich             | AUB      |
| Decathlon AG2R La Mondiale Development Team | Frankreich             | DAD      |
| Arkéa - B&B Hôtels Continental              | Frankreich             | ABB      |
| Saint Piran                                 | Vereinigtes Königreich | SPC      |
| Trinity Racing                              | Vereinigtes Königreich | TRI      |
| Israel Premier Tech Academy                 | Israel                 | ICA      |
| Beltrami TSA Tre Colli                      | Italien                | BTC      |
| Biesse-Carrera                              | Italien                | BIE      |
| CTF Victorious                              | Italien                | CTF      |
| General Store-Essegibi-F.Lli Curia          | Italien                | GEF      |
| MG.K Vis Colors For Peace                   | Italien                | MGK      |
| Q36.5 Continental Cycling Team              | Italien                | Q3C      |
| Rime Drali                                  | Italien                | RID      |
| Team MBH Bank Colpack Ballan                | Italien                | MBH      |
| Team Technipes #inEmiliaRomagna             | Italien                | TER      |
| Work Service-Vitalcare-Dynatek              | Italien                | IWD      |
| Zalf Euromobil Fior                         | Italien                | ZEF      |
| Energus Cycling Team                        | Litauen                | ENT      |
| Global 6 United                             | Luxemburg              | GLC      |
| Parkhotel Valkenburg                        | Niederlande            | PHV      |
| Diftar Continental Cyclingteam              | Niederlande            | SWY      |
| BEAT Cycling Club                           | Niederlande            | BCY      |
| Development Team dsm-firmenich PostNL       | Niederlande            | DDP      |
| Team Visma-Lease a Bike Development         | Niederlande            | VLD      |
| Metec-Solarwatt p/b Mantel                  | Niederlande            | MET      |
| Universe Cycling Team                       | Niederlande            | UNI      |
| VolkerWessels Cycling Team                  | Niederlande            | VWT      |
| Novapor Speedbike Team                      | Nordmazedonien         | NST      |
| Lillehammer CK Continental Team             | Norwegen               | LCT      |
| Team Coop-Repsol                            | Norwegen               | TCR      |
| Uno-X Mobility Development Team             | Norwegen               | UXD      |
| Hrinkow Advarics                            | Österreich             | HAC      |
| Team Felt Felbermayr                        | Österreich             | RSW      |
| Team Vorarlberg                             | Österreich             | VBG      |
| Tirol KTM Cycling Team                      | Österreich             | TIR      |
| WSA KTM Graz                                | Österreich             | WSA      |
| Lubelskie Perła Polski                      | Polen                  | LPP      |
| Mazowsze Serce Polski                       | Polen                  | MSP      |
| Voster ATS Team                             | Polen                  | VOS      |
| ABTF Betão-Feirense                         | Portugal               | CDF      |
| AP Hotels & Resorts / Tavira / AC Farense   | Portugal               | ATF      |
| Aviludo-Louletano-Loulé Concelho            | Portugal               | ALL      |
| Credibom / LA Alumínios / Marcos Car        | Portugal               | LAA      |
| Efapel Cycling                              | Portugal               | EFL      |
| Sabgal/Anicolor                             | Portugal               | SAT      |
| Kelly-Simoldes-UDO                          | Portugal               | KSU      |
| Radio Popular-Paredes-Boavista              | Portugal               | RPB      |
| Tavfer-Ovos Matinados-Mortágua              | Portugal               | TAV      |
| MENtoRISE MLMSuperstars                     | Rumänien               | MEN      |
| Vini Monzon-Savini Due-OMZ                  | Rumänien               | VSO      |
| Motala AIF Serneke Allebike                 | Schweden               | MSA      |
| Tudor Pro Cycling Team U23                  | Schweiz                | TUU      |
| Pierre Baguette Cycling                     | Slowakei               | PBC      |
| Dukla Banska Bystrica                       | Slowakei               | DKB      |
| Adria Mobil                                 | Slowenien              | SDR      |
| Sava Kranj Cycling                          | Slowenien              | SAK      |
| Ljubljana Gusto Santic                      | Slowenien              | LGS      |
| Illes Balears Arabay Cycling                | Spanien                | IBA      |
| AC Sparta Praha                             | Tschechien             | ACS      |
| ATT Investments                             | Tschechien             | ATT      |
| Elkov-Kasper                                | Tschechien             | EKA      |
| Tufo-Pardus Prostějov                       | Tschechien             | SKC      |
| Beykoz Belediyesi Spor Türkye               | Türkei                 | BGS      |
| Konya Büyükşehir Belediye Spor              | Türkei                 | KBB      |
| Sakarya BB Pro Team                         | Türkei                 | SBB      |
| Spor Toto Cycling Team                      | Türkei                 | STC      |
| Epronex-Hungary Cycling Team                | Ungarn                 | EPR      |

## Ozeanien
| Team-Name                          | Land       | UCI-Code |
| ---------------------------------- | ---------- | -------- |
| ARA-Skip Capital                   | Australien | ARA      |
| CCACHE x Par Küp                   | Australien | CPU      |
| St George Continental Cycling Team | Australien | STG      |
| Team BridgeLane                    | Australien | BLN      |
| EuroCyclingTrips-Yoeleo            | Guam       | ECT      |
| MitoQ-NZ Cycling Project           | Neuseeland | NZP      |